# Projet international de séquençage du génome du riz
Le Projet international de séquençage du génome du riz (IRGSP, International Rice Genome Sequencing Project) est un consortium international fondé en 1997 dont l'objectif est le séquençage du génome du riz (Oryza sativa), espèce cultivée de la famille des Poaceae et l'une des principales céréales sur le plan mondial. Ce consortium piloté par le Rice Genome Research Program (RGP, Japon) associe des centres de recherches publics de dix autres pays : Brésil, Canada, Chine, Corée du Sud, États-Unis, France, Inde, Taïwan, Thaïlande, Royaume-Uni.
Une première ébauche de la séquence du génome d'un cultivar du riz (Oryza sativa subsp. japonica cv. 'Nipponbare') a été publiée en 2002 et une carte complète en 2005. Les chercheurs ont identifié la totalité des 37 544 gènes et établi leur position  sur chacun des 12 chromosomes du riz,.
L'IRGSP adhère à la politique de publication immédiate des données de séquençage dans le domaine public. Ces données sont disponibles sur des bases de données publiques.